# 10ème Arrondissement
Das 10ème Arrondissement ist ein Arrondissement im Departement Littoral in Benin. Es ist eine Verwaltungseinheit, die der Gerichtsbarkeit der Kommune Cotonou untersteht und selbst ein Teil des beninischen Hauptortes Cotonou ist. Gemäß der Volkszählung von 2013 hatte das 10ème Arrondissement 38.728 Einwohner, davon waren 18.191 männlich und 20.537 weiblich.

## Geographie
Als Teil der Stadt Cotonou liegt das Arrondissement im Süden des Landes nahe am Atlantik. Im Quartier Kouhounou befindet sich das Stade de l’Amitié.
Das 10ème Arrondissement, in dem u. a. das Stade de l’Amitié liegt, setzt sich aus neun Stadtteilen zusammen:
1. Agounvocodji
2. Gbénonkpo
3. Kouhounou
4. Midédji
5. Missèkplé
6. Missogbé
7. Sètovi
8. Vèdoko
9. Yénawa-Fifadji

## Persönlichkeiten
- Nana Nafihou (* 1988), Fußballnationalspieler